# WWE Night of Champions
WWE Night of Champions — это шоу по рестлингу, ежегодно проводимое с 2007 по 2015 год американским рестлинг-промоушном WWE. Концепция этого шоу — матчи за все чемпионские титулы WWE. В 2023 году шоу вернулось в эфир.

## Даты и места проведения
| №  | Шоу                                  | Дата             | Город                      | Арена                   | Главное событие |
| -- | ------------------------------------ | ---------------- | -------------------------- | ----------------------- | --- |
| 1  | Vengeance: Night of Champions (2007) | 24 июня 2007     | Хьюстон, Техас             | Тойота-центр            | Джон Сина (c) против Мик Фоли против Бобби Лэшли против Рэнди Ортона против Короля Букера за титул чемпиона WWE                          |
| 2  | Night of Champions (2008)            | 29 июня 2008     | Даллас, Техас              | Американ Эйрлайнс-центр | Трипл Эйч (с) против Джона Сины за титул чемпиона WWE                                                                                    |
| 3  | Night of Champions (2009)            | 26 июля, 2009    | Филадельфия, Пенсильвания  | Веллс-Фарго-центр       | СМ Панк (с) против Джеффа Харди за титул чемпиона мира в тяжёлом весе                                                                    |
| 4  | Night of Champions (2010)            | 19 сентября 2010 | Роузмонт, Иллинойс         | Олстейт-арена           | Шеймус против Криса Джерико, Рэнди Ортона, Эджа, Джона Сины и Уэйда Барретта в «Шестисторонном матче на выбывание» за титул чемпиона WWE |
| 5  | Night of Champions (2011)            | 18 сентября 2011 | Буффало, Нью-Йорк          | Фёрст Ниагара-центр     | Трипл Эйч против СМ Панка в матче без дисквалификаций. Если Панк выиграет, Игрок уйдёт в отставку.                                       |
| 6  | Night of Champions (2012)            | 16 сентября 2012 | Бостон, Массачусетс        | ТД-гарден               | СМ Панк (с) против Джона Сины за титул чемпиона WWE                                                                                      |
| 7  | Night of Champions (2013)            | 15 сентября 2013 | Детройт, Мичиган           | Джо Луис-арена          | Рэнди Ортон (с) против Дэниела Брайана за титул чемпиона WWE                                                                             |
| 8  | Night of Champions (2014)            | 21 сентября 2014 | Нашвилл, Теннесси          | Бриджстоун-арена        | Брок Леснар (с) против Джона Сины за титул чемпиона мира в тяжёлом весе WWE                                                              |
| 9  | Night of Champions (2015)            | 20 сентября 2015 | Хьюстон, Техас             | Тойота-центр            | Сет Роллинс (c) против Стинга за титул чемпиона мира в тяжёлом весе WWE                                                                  |
| 10 | Night of Champions (2023)            | 27 мая 2023      | Джидда, Саудовская Аравия  | Джидда Супер Дом        | Сами Зейн и Кевин Оуэнс (с) против Романа Рейнса и Соло Сикоа за неоспоримое командное чемпионство WWE                                   |
| 11 | Night of Champions (2025)            | 28 июня 2025     | Эр-Рияд, Саудовская Аравия | Кингдом Арена           | Джон Сина (c) против Си Эм Панка за Неоспоримое Чемпионство WWE                                                                          |